# Brownea coccinea
Brownea coccinea oder die Scharlachrote Brownea, Brownie auch Bergrose genannt, ist eine Pflanzenart aus der Gattung Brownea in der Unterfamilie Johannisbrotgewächse (Caesalpinioideae) innerhalb der Familie Hülsenfrüchtler (Fabaceae).

## Beschreibung

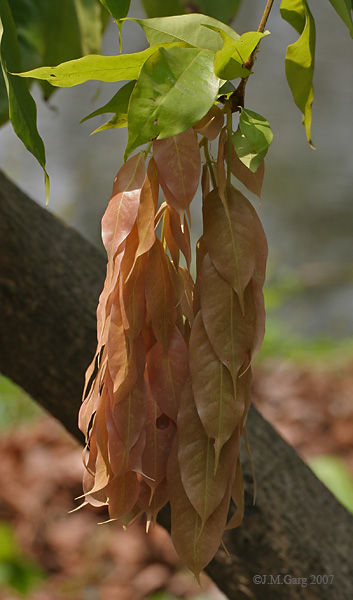
Junge Laubblätter während der Laubausschüttung

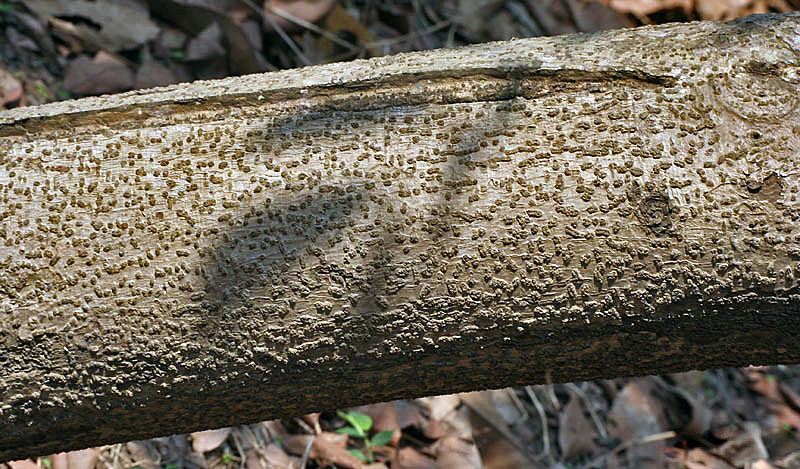
Borke

### Vegetative Merkmale
Brownea coccinea wächst als immergrüner Baum und erreicht Wuchshöhen von bis zu 8 Metern. 
Die wechselständig angeordneten und kurz gestielten Laubblätter sind paarig gefiedert und weisen eine Länge bis zu 40 Zentimetern auf. Die eiförmigen bis elliptischen oder verkehrt-eiförmigen, bis zu 12 kurz gestielten und zugespitzten bis geschwänzten, leicht herzförmigen Blättchen sind meist kahl und ganzrandig, sie sind bis etwa 21 cm lang. Es sind kleine, abfallende Nebenblätter vorhanden.
Junge Blätter und kurzen Zweige, die sich rasch entwickeln, hängen am Anfang schlaff herab und sind hell bis rosafarben-braun. Dieses sogenannte „Laubausschüttung“ ist ein Phänomen bei tropischen Pflanzenarten, denn die Bildung von Stützgewebe und Chlorophyll findet nach und nach statt. Kälteeinwirkung, die diesen Vorgang beschädigen kann, kommt dort nicht vor. 

### Generative Merkmale
Die beeindruckenden, kugelförmigen und schirmrispigen Blütenstände enthalten dicht gedrängt, zahlreiche Blüten. Die zwittrigen und gestielten Blüten besitzen eine doppelte Blütenhülle. Sie sind bis 8 cm lang mit einem schmalen Blütenbecher. Es sind jeweils verschiedene Tragblätter vorhanden, verkehrt-eiförmige, reitende und fädige, diese sind abfallend, sowie zwei rötliche Deckblätter, die röhrig zweilappig verwachsen sind. Es sind 4(5, zwei sind verwachsen) rote Kelchblätter vorhanden. Die 5 spatelförmigen Kronblätter sind scharlachrot. Die bis 11 langen Staubblätter sind gelb und im unteren Teil röhrig verwachsen. Der mittelständige Fruchtknoten ist gestielt, gynophor mit einem langen schlanken Griffel.
Die schmale, mehr oder weniger behaarte, mehrsamige Hülsenfrucht ist etwa 20 bis 26 cm lang.

## Verbreitung
Das rein neotropische Verbreitungsgebiet von Brownea coccinea liegt in Guyana, Venezuela, Brasilien sowie Trinidad und Tobago. 

## Nutzung
In tropischen Gebieten der Neuen und Alten Welt wird Brownea coccinea wegen ihrer sehr schönen Laubblätter und Blüten als Zierpflanze geschätzt, wie beispielsweise in Indien, Malaysia, DR Kongo, auf Mauritius und den Seychellen.

## Taxonomie
Die Erstveröffentlichung von Brownea coccinea erfolgte 1760 durch Nicolaus Joseph von Jacquin in Enumeratio Systematica Plantarum, quas in Insulis Caribaeis vicinaque Americes ... Seite 26. Das botanische Artepitheton coccinea leitet sich vom lateinischen Wort coccineus für „scharlachrot“, nach der Blütenfarbe, ab.